# Котей, Дэвид
Дэвид Котей (англ. David Kotey; род. 7 декабря 1950) — ганский боксер-профессионал выступавший в полулёгкой и лёгкой весовых категориях. Чемпион мира по версии WBC в полулёгком весе (1975 — 1976).

## Карьера
Дэвид Котей дебютировал на профессиональном ринге 5 февраля 1966 года победив судейским решением Феймоса Лартея. 2 февраля 1974 года провёл свой первый титульный поединок за вакантный титул чемпиона Африканского боксёрского союза в полулёгком весе. 7 декабря того же года победил Эвана Армстронга и выиграл титул чемпиона стран Содружества (Британской империи) в полулёгком весе.
20 сентября 1975 года победил раздельным судейским решением действующего чемпиона в полулёгком весе по версии WBC Рубена Оливареса и завоевал титул. Провёл две успешные защиты титула: 6 марта 1976 года победил японца Флиппера Уэхаору ввиду его отказа от продолжения боя и 16 июля того же года победил техническим нокаутом ещё одного японского спортсмена Шига Фукуяму. 6 ноября 1976 года проиграл титул американскому боксеру Дэнни Лопесу. 30 июля 1977 года выиграл вакантный титул чемпиона Африканского боксёрского союза в полулёгком весе. 15 февраля 1978 года состоялся второй бой между Котеем и Лопесом, который закончился победой последнего техническим нокаутом. 29 сентября 1978 года проиграл бой за вакантный титул чемпиона стран Содружества (Британской империи) в полулёгком весе.
2 октября 1989 года провёл свой последний профессиональный поединок против своего соотечественника Аквея Аддо за титул чемпиона Африканского боксёрского союза в лёгком весе. Бой завершился победой Аддо, нокаутом в 9-м раунде.
За свою профессиональную карьеру Котей провёл 52 боя, 43 выиграл (24 досрочно), 7 проиграл (3 досрочно) и 2 боя завершились ничьей.